# Землетрясение в Кобе
Землетрясение в Кобе (яп. 阪神・淡路大震災, Великое землетрясение Хансин-Авадзи) — одно из крупнейших землетрясений в истории Японии.
Землетрясение произошло утром во вторник 17 января 1995 года в 05:46 местного времени. Его моментная магнитуда составила 6,9 (землетрясение силой 7,3 по шкале Рихтера). Очаг землетрясения был расположен под островом Авадзи на глубине 15—20 км, и был связан с тектоническим разломом, проходящим в проливе Акаси прямо под городом.
По подсчётам, во время землетрясения погибло 6434 человека. Последствия стихии: разрушение 200 000 зданий, 1 км скоростного шоссе Хансин, уничтожение 120 из 150 причалов в порту Кобе, нарушения электроснабжения города. Жители боялись вернуться домой из-за подземных толчков, которые продолжались несколько дней. Ущерб составил примерно 10 трлн иен или 102,5 млрд долларов США, или 2,5 % от ВВП Японии в то время.
Было обнаружено множество конструктивных недостатков в строительстве и организации спасательных работ. Недовольство правительством было настолько велико, что даже мафия (якудза) пришла на помощь пострадавшим, доставляя воду и продукты.
С 1995 года каждый год в городе проходит фестиваль света в память о жертвах землетрясения.